# Alixer Usmanov
Alixer Burkhanovitx Usmanov (en rus: Алишер Бурханович Усманов; uzbek: Alisher Usmonov); és un oligarca rus d'origen uzbek. La revista econòmica Forbes, el 2020 estimava el seu patrimoni d'Alixer Usmanov a 14.000 milions de dòlars. Usmanov és el fundador de USM Holdings, que agrupa el gegant metal·lúrgic Metalloinvest; la minera Baikal, que té la llicència d'explotació del dipòsit de coure més gran de Rússia, MegaFon, un dels majors operadors mòbils de Rússia i Mail.Ru, un gegant de l'internet russòfon. Paral·lelament, Usmanov és propietari de l'editorial Kommersant, el grup immobiliàri Khimki, i té participació a Xiaomi, Alibaba, Airbnb, JD.Com i Spotify. Fins al 2018 va tenir una destacada participació en la propietat del club de futbol Arsenal F.C..
Alisher Usmanov va néixer el 1953 a Chust a l'Uzbekistan. El seu pare era fiscal a la ciutat de Taixkent. Es va graduar a l'Institut Estatal de Relacions Internacionals de Moscou el 1976. Després va començar a treballar en diverses agències del govern uzbek. Posteriorment va ser fabricant de bosses de plàstic i va comerciar amb tabac a l'engròs. Va arribar a dirigir una empresa d'inversions de Moscou, i a la darreria dels anys 90 va ser nomenat conseller delegat de Gazprom investholding, una unitat de gestió d'actius de Gazprom, el major productor i exportador de gas del món. Va construir la seva participació en el sector metal·lúrgic mitjançant adquisicions, i així va crear Metalloinvest com a resultat de la consolidació de Lebedinsky GO que ell i els seus socis ja controlaven l'any 2005, juntament amb algunes fundicions), i Mikhailovsky GOK, que va comprar junt amb Vasily Anisimov. Fora d'aquest sector, Usmanov va començar a consolidar una participació a MegaFon, el segon operador de telefonia mòbil a Rússia per subscriptors, el 2007, i anà augmentant la seva participació fins a ser majoritària el 2012. El juliol de 2012, va fusionar la seva participació a MegaFon amb el proveïdor rus de banda ampla Scartel, formant Garsdale. Aleshores va formar USM Holdings i va consolidar els seus actius en una estructura a tres bandes que incloïa Farhad Moshiri i Andrey Skoch, que controla les accions a través del seu pare, Vladimir. Va vendre el 12 per cent de USM a l'empresa l'agost del 2014. Usmanov és també inversor del fons DST, que el 2012 tenia un del 5,5% de Facebook, així com diferents participacions a Airbnb, Spotify i Alibaba.